# 瑞恩·莫里曼
瑞恩·莫里曼（英語：Ryan Merriman，1983年4月10日—）是美國的一位演員，出生在奧克拉荷馬州。他自10歲就開始演戲，出演过的主要作品包括《鬼迷剎瑪莉》中的Jake Pierce，《死神再3來了》中的Kevin Fischer。2010年至2012年，他出演肥皂剧《美少女的謊言》中的Ian Thomas。此外他还出演过《檀島警騎2.0》。他在2014年9月結婚。

## 外部連結
- 官方网站
- 瑞恩·莫里曼在互联网电影资料库（IMDb）上的資料（英文）